# Leandro (football, 1975)
Pour les articles homonymes, voir Leandro.
Leandro Fonseca, dit Leandro, est un footballeur brésilien né le 14 février 1975 à Jaboticabal dans l'État de São Paulo au Brésil.

## Biographie
Leandro Fonseca évolue en Allemagne, en Suisse et au Brésil.
Il dispute 45 matchs en Bundesliga allemande, inscrivant cinq buts, et 169 matchs en Super League suisse, marquant 62 buts.
Il réalise sa meilleure performance en première division suisse lors de la saison 2003-2004, où il inscrit 16 buts en championnat. Cette saison là, il est l'auteur de deux doublés, tout d'abord sur la pelouse du FC Saint-Gall en février 2004, puis sur la pelouse du FC Zurich en mai.
Il participe également aux tours préliminaires de la Coupe de l'UEFA lors de la saison 2003-2004 (deux matchs, un but).